# Jebusites
Els jebuseus o jebusites (en hebreuיְבוּסִי 'yĕvūsi'), van ser una tribu dels cananeus que vivia a la zona de Jerusalem. Segons el Deuteronomi formaven part dels pobles que ocupaven el país a l'arribada dels israelites després de la fugida d'Egipte.
Eren una de les set nacions que segons l'Èxode havien d'expulsar, per poder situar-se en el seu territori. Déu els enviaria un àngel que lluitaria al seu davant per fer-los fora.
| «                  | Quan el Senyor, el teu Déu, et faci entrar al país on ara arribes per prendre'n possessió, expulsarà de davant teu set nacions més nombroses i més fortes que tu: els hitites, els guirgaixites, els amorreus, els cananeus, els perizites, els hivites i els jebuseus. | » |
| — Deuteronomi. 7:1 | |   |

El Llibre de Josuè diu que els jebuseus vivien a Jerusalem i als seus voltants, El Llibre dels Jutges explica que els benjaminites no van aconseguir expulsar els jebuseus de Jerusalem, i que per això encara vivien a la ciutat entre ells.
El Primer llibre de les Cròniques diu que el rei David va dirigir-se a Jerusalem, que llavors es deia Jebús, per lluitar contra els jebuseus, habitants d'aquell territori, i els va sotmetre.